# Barghe
Barghe is een gemeente in de Italiaanse provincie Brescia (regio Lombardije) en telt 1177 inwoners (31-12-2004). De oppervlakte bedraagt 5,5 km², de bevolkingsdichtheid is 225 inwoners per km².

## Demografie
Barghe telt ongeveer 440 huishoudens. Het aantal inwoners steeg in de periode 1991-2001 met 4,4% volgens cijfers uit de tienjaarlijkse volkstellingen van ISTAT.
| Jaar | Inwoneraantal |
| ---- | ------------- |
| 1991 | 1077          |
| 2001 | 1124          |

## Geografie
De gemeente ligt op ongeveer 295 m boven zeeniveau.
Barghe grenst aan de volgende gemeenten: Preseglie, Provaglio Val Sabbia, Sabbio Chiese, Vestone.